# Dalnic
Dalnic (veraltet Dalnoc; ungarisch Dálnok, deutsch Dayla) ist eine Gemeinde im Kreis Covasna in der Region Siebenbürgen in Rumänien.

## Geographische Lage

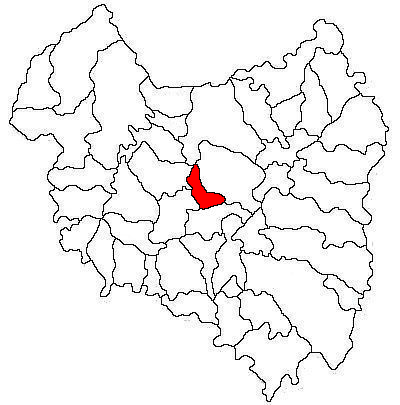
Lage der Gemeinde Dalnic im Kreis Covasna

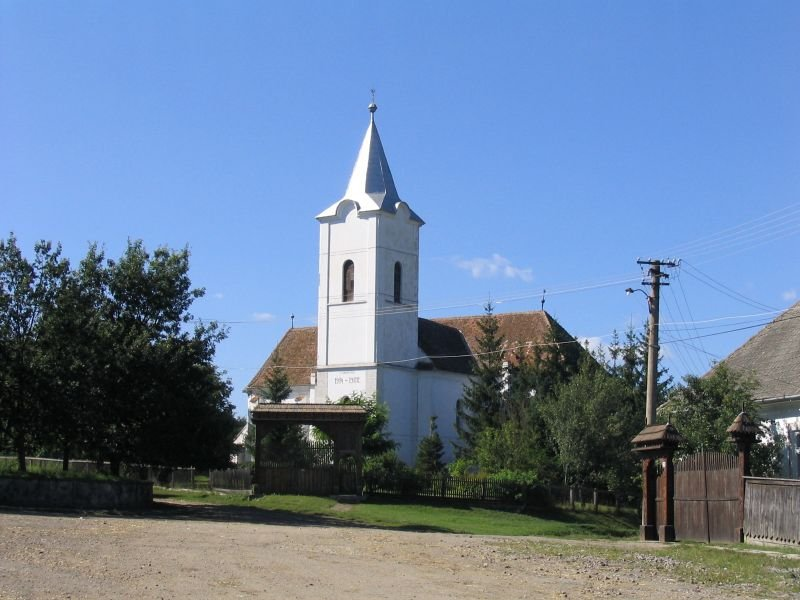
Reformierte Kirche in Dalnic

Der Ort Dalnic liegt westlich der Kronstädter Senke (Depresiunea Brașovului), in den Südostausläufern der Bodocer Berge (Munții Bodoc) – ein Teilgebirge der Ostkarpaten. Im sogenannten Szeklerland im Zentrum des Kreises Covasna befindet sich der Ort Dalnic am gleichnamigen Bach, ein rechter Nebenfluss des Râul Negru. Zwei Kilometer westlich von der Nationalstraße DN11 gelegen, befindet sich der Ort 15 Kilometer südwestlich von der Kleinstadt Târgu Secuiesc (Szekler Neumarkt) und etwa 25 Kilometer nordöstlich von der Kreishauptstadt Sfântu Gheorghe (Sankt Georgen) entfernt.

## Geschichte
Der mehrheitlich von Szeklern bewohnte Ort Dalnic wurde erstmals 1332 urkundlich erwähnt. Nach Angaben von Márton Roska allerdings, deuten archäologische Funde auf dem Areal von den Einheimischen genannt Tonorok beim Zusammenfluss der Bäche Dalnic und Kanta, auf eine Besiedlung des Gemeindegebiets bis in die Jungsteinzeit zurück. Zahlreiche Funde auf dem Gemeindegebiet deuten in unterschiedliche Zeitalter und befinden sich im Museum der Kreishauptstadt Sfântu Gheorghe.
Zur Zeit des Königreichs Ungarn gehörte Brețcu dem Stuhlbezirk Kézdi in der Gespanschaft Háromszék (rumänisch Comitatul Trei-Scaune), anschließend dem historischen Kreis Trei-Scaune (deutsch Drei Stühle) und ab 1950 dem heutigen Kreis Covasna an.
Der Ort Dalnic wurde Anfang 2004, durch die Loslösung aus der Gemeinde Moacșa, zu einer eigenständigen Gemeinde.

## Bevölkerung
Die Bevölkerung der Gemeinde Dalnic entwickelte sich wie folgt:
| 1850 | 1.570 | -  | 1.523 | - | 47 |
| 1930 | 1.230 | 9  | 1.164 | 2 | 55 |
| 2002 | 1.026 | 13 | 1.012 | - | 1  |
| 2011 | 956   | 8  | 933   | - | 15 |
| 2021 | 896   | 2  | 879   | - | 15 |

Seit 1850 wurde auf dem Gebiet des Ortes Dalnic die höchste Einwohnerzahl und die der Magyaren 1850 ermittelt. Die höchste Anzahl der Rumänen (68) wurde 1977, die der Roma (55) und der Rumäniendeutschen wurde 1930 registriert.

## Sehenswürdigkeiten
- Die reformierte Kirche[7] wurde nach (unterschiedlichen) Angaben des Verzeichnisses historischer Denkmäler im 13. Jahrhundert errichtet, 1526 und im 19. Jahrhundert erneuert,[8][9] oder Anfang des 14. Jahrhunderts errichtet,[10] und das Pfarrhaus im 19. Jahrhundert errichtet, stehen unter Denkmalschutz.[8] Die Kirche könnte eine Renovierung einer älteren Kirche oder einer völlig neuen Kirche sein, denn während Restaurierungsarbeiten im Jahr 1978 tauchten neben gotischen auch romanische Details auf. Gleichzeitig wurden auch Wandbilder entdeckt. Das Verbindungsteil zwischen Kirche und dem Turm wurde nachträglich errichtet. Der Glockenturm wurde 1922 an Stelle eines älteren errichtet. In einer Beschreibung von 1675 wird erwähnt, dass die Kirche von einer Ringmauer umgeben war. Die katholische Bevölkerung im Ort wurde während der Reformation im Mittelalter zusammen mit der Kirche reformiert. Bei Ausgrabungen welche 1978 stattfanden, wurden Objekte mit Runenschrift entdeckt.[10]
- Die beiden Herrenhäuser der ungarischen Adelsfamilie Hadnagy (Haus Nr.: 49–50), 1896 und 1920 errichtet, stehen unter Denkmalschutz.[8]
- Das Herrenhaus der ungarischen Adelsfamilie Gál, 1844 errichtet, steht unter Denkmalschutz.[8] Nach Rückerstattung des Anwesens an den rechtmäßigen Erben Borbáth Dezsö, konnte dieser das dem Zerfall gelassenen Anwesen zu kommunistischer Zeit aus finanziellen Gründen nicht herrichten[11] und veräußerte es an eine Stiftung.[12]
- Das Herrenhaus der ungarischen Adelsfamilie Beczásy, 1885 errichtet und dessen Botanische Garten im 19. Jahrhundert angelegt, stehen unter Denkmalschutz.[8] Auf dessen Areal hat auch der rechtmäßige Erbe nach dem Umsturz von 1989 versucht, den einst erfolgreichen Anbau seines Vorgängers István Beczásy mit Linsen auf über 50 Hektar, aber ohne Erfolg. Hunderte von Kilogramm Linsen wurden an Schweine verfüttert, erfolgreicher war das Geschäft mit Kartoffeln.[11]
- Das Haus der Familie Bajka (Haus Nr.: 238) im 19. Jahrhundert errichtet, steht unter Denkmalschutz.[8]
- Das Denkmal des hier geborenen György Dózsa 1975 errichtet, steht unter Denkmalschutz.[8]

## Persönlichkeiten
- György Dózsa (* um 1470–1514) hier geboren,[13] war der Anführer des ungarischen Bauernaufstandes von 1514.
- Mihály Dálnoki Nagy (1612–1648), war Lehrer und unitarischer Theologe.[14]
- Dálnoki Nagy Lőrinc (1614–1661), war Lehrer und Philosoph.[15]
- Dénes Kozma (1875–1922), war Kräuterkundler, studierte Naturwissenschaft und Landwirtschaft an den Universitäten in Halle und Berlin.[16]
- Jenő Darkó (1880–1940), war ein ungarischer Philologe, byzantinischer Universitätsprofessor, 1913 korrespondierendes Mitglied der Ungarischen Akademie der Wissenschaften.[17]